# センチメンタル (岩崎宏美の曲)
「センチメンタル」は、1975年10月25日にリリースされた岩崎宏美の3枚目のシングル。発売元はビクターレコード。

## 概要
表題曲には、当初「感傷的な17才」というタイトルがつけられていたが、占い師から3曲目まではカタカナのタイトルにするようにとのアドバイスを受け、「センチメンタル」に改められた。
オリコンでは前作「ロマンス」に続いての1位獲得となった。1人の歌手がデビューした年に2作でオリコンシングルチャート1位になるのは史上初。1976年春に開催された第48回選抜高等学校野球大会の入場行進曲に選ばれ、岩崎自身当大会の開会式ゲストに登場していた。
累計売上は80万枚。

## 収録曲
- 両楽曲共に、作詞：阿久悠／作曲・編曲：筒美京平

1. センチメンタル（3分25秒）
2. そうなのよ（3分2秒）